# Carmen Rasovszky
Carmen Rasovszky  (n. 1952 ) este un artist vizual român. Opera sa artistică cuprinde: new & old media, scenografie, design vestimentar, videoinstalație, fotografie, grafică.Carmen Rasovszky este soția artistului vizual Gheorghe Rasovszky

## Studii
- Absolventă a Academiei de Arte Frumoase Nicolae Grigorescu Scenografie 1977

## Expoziții personale
- 2007 - Galeria HT 003 București (video/foto instalație – Rabbit Habbit)
- 2005 - Galeria Căminul Artei (fotoinstalație - Micul Univers)
- 2004 - Galeria HT 003 București ( fotografii, viedeo,desene,asamblaje - Cool Look)
- 2001 - Will Corporation Gallery Tokyo, Japonia ( picturi,desene - New Cats )
- 2001 - Galeria Artei București ( desene, asamblaje - Omanimal )
- 1999 - Galeria Căminul Artei ( desene, asamblaje - Shakti)
- 1992 - Galeria Galateea ( grafică, asamblaje - Păpuși Gemene )
- 1988 - Galeria Căminul Artei ( design scenografic și vestimentar - Proiect Non Stop )

## Proiecte scenografice realizate - (costume,decoruri)
- 2008 Teatrul de păpuși Toma Caragiu Fata Moșului /păpuși/decor,costume
- 2008 Teatrul de păpuși Țăndărică Punguța cu 2 bani /păpuși/decor,costume
- 2006 Costume Show Francofonia Palatul Snagov
- 2006 Costume balet pt promovarea Eurovizionului 2006 TVR
- 2005 Cerbul de Aur, costume balet show deschidere festival cu trupa Aeros TVR
- 2005 Capul se zimbru (film) regie Lucian Pintilie
- 2003 Lotus ( lung metraj artistic ) regie I.Cărmăzan
- 2002 Raport despre starea națiunii ( l.m.a ) regie I.Cărmăzan
- Lansare Tvr Cultural / Revelion TVR 2 (costume) 2001 Dale lui Mitică ( decoruri păpuși )
- 1999 teatru TVR Nebuni sub clar de lună ( de T.Mazilu,regia D.Dembinsky )
- teleplay TVR Aranca-Știma apelor ( de C.Petrescu regia D.Dembinsky )
- 1997 Teatrul Național București - Parcul ( de B.Strauss, regia T.Țepeneag )
- 1996 Teatrul Mic București - Cercul ( de A.Schnitzler,regiaD.Galgoțiu
- Teatrul de Comedie București - Bîrfe,șmenuri,șușanele ( de C.Goldoni,regia A.Lupu
- 1995 musical TVR Bufoniștii ( de H.Fleu-rie, regia S.Ionescu )
- 1994 teatru TVR Ciocîrlia ( de J.Anouih,regia C.Dicu
- 1994 design vestimentar pt promovarea și lansarea companiei Xerox în România
- 1993 Teatrul de Dramă Galați - Doctor cu de-a sila ( de C.Goldoni,regia A.Lupu )
- 1992 teatru TVR Gîlceava zeilor ( de D.Solomon, regia S.Jicman )
- 1991 teatru TVR Pluta meduzei ( de M.Sorescu, regia N.Cosmescu )
- Teatrul Mic București - Regăsire ( deL.Pirandello, regia C.Buzoianu )
- 1989 Teatrul de păpuși Țăndărică - Cenușăreasa (de J.Perault regia S. Purcărete )
- 1987 TES București - Jakubovsky și colonelul ( de F.Verfel,regia A.Lupu)
- 1985 Teatrul Național Iași - Arma secretă a lui Arhimede ( de D.Solomon,regia D.Galgoțiu )
- 1984 Teatrul de dramă Galați -Țarul Ivan ( de M.Bulgakov, regia A.Lupu )
- Teatrul de Operetă București -Vila cu iluzii ( de R.Padina regia T.Buiacici )
- 1983 TES București – Somnoroasa aventură ( de T.Mazilu. regia A.Lupu )
- Teatrul de operetă București - Mamzelle Nitouche ( de F. Herve, regia G.Zaharescu )
- 1982 teatru TVR Dragoste de tejghetar ( de B.P.Hașdeu, regia R.Beligan )
- 1981 teatru TVR Emigranții ( de A.Sastre, regia C.Popa ) / Centrul înaintaș a murit în zori ( de A.Cuzzani,regia C.Dicu ) / TES București Andorra ( de M.Frisch, regia A.Lupu )
- 1981 Diploma de merit a Bienalei de scenografie De la Novi Sad
- 1980 Teatrul Național Tg.Mureș - Femeia Mării ( de H.Ibsen,regia D.Alexandrescu )
- 1979 Teatrul Național Tg.Mureș - Scene din viața unui bădăran ( deD.Solomon, regia D.Alexanrescu  ) musical TVR Song (  regia C.Chelba  ) / musical TVR Caravana ( regia D.G.Popa ) /costume și decoruri pentru toate tipurile de formate ( specifice ) de televiziune – divertisment talkshaw social și  cultural, videoclip,serial  și teatru de televiziune
- Între anii 2002-2007 realizatoare împreună cu Gheorghe Rasovszky a documentarului-eseu despre arta contemporană din România  a v a n g a r t,  a r t a u t o r,   a r t c o n t e x t  pentru TVR Cultural;

despre artiștii contemporani români ( peste 60 de episoade / 30 min p.e.).
- 1977 - 2003  principalele bienale trienale quadrienale de scenografie București, Praga, Novi Sad.

## Premii
Diplomă de merit la Bienala de scenografie de la Novi Sad 1981

## Lucrări
Lucrări în colecții private Franța,Italia,Japonia,România